# Tequila Sunrise
Tequila Sunrise je koktejl, který se skládá z tequily, pomerančového džusu a grenadiny.

## Historie
Drink byl původně servírovaný v Arizona Biltmore Hotel v Arizoně a jeho vznik sahá do pozdních třicátých let 20. století.
Tequila Sunrise dostala jméno díky tequile a vzhledu, který připomíná východ slunce.

## Příprava
Přes led nalijeme 4,5 cl Tequily a 9 cl pomerančového džusu. Přidáme 1,5 cl grenadiny, která klesne ke dnu. Nemícháme.